# 小川憲彦
小川 憲彦（おがわ のりひこ、）は、日本の経営学者。法政大学経営学部教授。博士（経営学）(神戸大学)。

## 人物
2006年神戸大学大学院経営学研究科博士後期課程修了。2006年3月25日、博士（経営学）取得（学位授与番号:甲第3637号）。博士論文タイトルは「組織における社会化過程と個人化行動に関する理論的・実証的研究」である。研究キーワードは経営組織論、キャリア論、組織理論(organization theory)、組織行動論（organizational behavior）である。
2005年に経営行動科学学会奨励研究賞を受賞した。
2010年に経営行動科学学会大会優秀論文賞を受賞した。
2006年4月より法政大学経営学部准教授に就任。2015年4月より法政大学経営学部教授。
著書『経営行動科学ハンドブック』(共著)では組織行動の一部を執筆分担した。
著書『日本のキャリア研究 組織人のキャリア・ダイナミクス』では、第6章「人材育成方針がもたらす若手従業員への影響」の執筆を担当した。

## 主な所属学会
- Academy of Management
- 日本キャリアデザイン学会
- 産業・組織心理学会
- 人材育成学会
- 日本経営学会
- 経営行動科学学会
- 日本経営システム学会
- 組織学会